# Ophiomyia insularis
Ophiomyia insularis este o specie de muște din genul Ophiomyia, familia Agromyzidae, descrisă de Malloch în anul 1913.
Este endemică în Cuba. Conform Catalogue of Life specia Ophiomyia insularis nu are subspecii cunoscute.